# Collegio di Ogmore
Ogmore è stato un collegio elettorale gallese rappresentato alla Camera dei comuni del Parlamento del Regno Unito. Eleggeva un membro del parlamento con il sistema maggioritario a turno unico; il collegio è stato abolito in occasione della revisione periodica del 2024.

## Estensione
- 1918-1983: i distretti urbani di Bridgend, Maesteg e Ogmore and Garw, e parte del distretto rurale di Penybont.
- 1983-2010: i ward del Borough di Ogwr di Bettws, Blackmill, Blaengarw, Caerau, Llangeinor, Llangynwyd, Maesteg East, Maesteg West, Nantyffyllon, Nant-y-moel, Ogmore Vale, Pencoed, Pontycymmer, St Bride's Minor e Ynysawdre, e i ward del Borough di Taff-Ely di Brynna, Gilfach Goch, Llanharan e Llanharry.
- 2010-2024: le divisioni elettorali del distretto di contea di Bridgend di Aberkenfig, Bettws, Blackmill, Blaengarw, Bryncethin, Bryncoch, Caerau, Cefn Cribwr, Felindre, Hendre, Llangeinor, Llangynwyd, Maesteg East, Maesteg West, Nant-y-moel, Ogmore Vale, Penprysg, Pontycymmer, Sarn e Ynysawdre, e le divisioni elettorali del distretto di contea di Rhondda Cynon Taf di Brynna, Gilfach Goch, Llanharan e Llanharry.

Il collegio prendeva il nome dal fiume Ogmore, e si trovava vicino alla sorgente del fiume nella Ogwr Valley, anche se il villaggio di Ogmore-by-Sea, a sud-ovest di Bridgend (Pen-y-bont ar Ogwr), non era compreso nel collegio (si trovava infatti nel collegio di Vale of Glamorgan). Il collegio di Ogmore copriva l'area del Distretto di contea di Bridgend a nord della M4, e parti del Distretto di contea di Rhondda Cynon Taf. Includeva le comunità di Cefn Cribwr, Garw Valley, Gilfach Goch, Llanharan, Maesteg, Ogwr Valley, Pencoed, Sarn e Tondu.
La principale modifica dei confini avvenne nel 1983, quando nacque il nuovo collegio di Bridgend, incentrato sull'omonima città, che era allora il principale centro abitato di Ogmore.

## Membri del parlamento
| Elezione | Elezione             | Deputato         | Partito   |
| -------- | -------------------- | ---------------- | --------- |
|          | 1918                 | Vernon Hartshorn | Laburista |
| 1931 (S) | Edward John Williams |                  | Laburista |
| 1946 (S) | John Evans           |                  | Laburista |
| 1950     | Walter Ernest Padley |                  | Laburista |
| 1979     | Ray Powell           |                  | Laburista |
| 2002 (S) | Huw Irranca-Davies   |                  | Laburista |
| 2016 (S) | Chris Elmore         |                  | Laburista |
|          | 2024                 | Collegio abolito |           |

## Elezioni

### Elezioni negli anni 2010
| Partito                    | Partito                                | Candidato                  | Risultati 12 dicembre 2019 | Risultati 12 dicembre 2019 |
| Partito                    | Partito                                | Candidato                  | Voti                       | %                          |
| -------------------------- | -------------------------------------- | -------------------------- | -------------------------- | -------------------------- |
|                            | Laburista                              | Chris Elmore               | 17 602                     | 49,74                      |
|                            | Conservatore                           | Sadie Vidal                | 9 797                      | 27,68                      |
|                            | Brexit                                 | Christine Roach            | 2 991                      | 8,45                       |
|                            | Plaid Cymru                            | Luke Fletcher              | 2 919                      | 8,25                       |
|                            | Lib Dem                                | Anita Davies               | 1 460                      | 4,13                       |
|                            | Verdi                                  | Tom Muller                 | 621                        | 1,75                       |
|                            |                                        |                            |                            |                            |
| Iscritti                   | Iscritti                               | Iscritti                   | 57 581                     | 100,00                     |
| ↳ Votanti (% su iscritti)  | ↳ Votanti (% su iscritti)              | ↳ Votanti (% su iscritti)  | 35 390                     | 61,46                      |
| ↳ Astenuti (% su iscritti) | ↳ Astenuti (% su iscritti)             | ↳ Astenuti (% su iscritti) | 22 191                     | 38,54                      |
|                            |                                        |                            |                            |                            |
|                            | Esito: collegio confermato a Laburista |                            |                            |                            |

| Partito                    | Partito                                | Candidato                  | Risultati 8 giugno 2017 | Risultati 8 giugno 2017 |
| Partito                    | Partito                                | Candidato                  | Voti                    | %                       |
| -------------------------- | -------------------------------------- | -------------------------- | ----------------------- | ----------------------- |
|                            | Laburista                              | Chris Elmore               | 23 225                  | 62,43                   |
|                            | Conservatore                           | Jamie Wallis               | 9 354                   | 25,14                   |
|                            | Plaid Cymru                            | Huw Marshall               | 2 796                   | 7,52                    |
|                            | UKIP                                   | Glenda Davies              | 1 235                   | 3,32                    |
|                            | Lib Dem                                | Gerald Francis             | 594                     | 1,60                    |
|                            |                                        |                            |                         |                         |
| Iscritti                   | Iscritti                               | Iscritti                   | 57 149                  | 100,00                  |
| ↳ Votanti (% su iscritti)  | ↳ Votanti (% su iscritti)              | ↳ Votanti (% su iscritti)  | 37 204                  | 65,10                   |
| ↳ Astenuti (% su iscritti) | ↳ Astenuti (% su iscritti)             | ↳ Astenuti (% su iscritti) | 19 945                  | 34,90                   |
|                            |                                        |                            |                         |                         |
|                            | Esito: collegio confermato a Laburista |                            |                         |                         |

| Partito                    | Partito                                | Candidato                  | Risultati 5 maggio 2016 | Risultati 5 maggio 2016 |
| Partito                    | Partito                                | Candidato                  | Voti                    | %                       |
| -------------------------- | -------------------------------------- | -------------------------- | ----------------------- | ----------------------- |
|                            | Laburista                              | Chris Elmore               | 12 383                  | 52,62                   |
|                            | UKIP                                   | Glenda Davies              | 3 808                   | 16,18                   |
|                            | Plaid Cymru                            | Abi Thomas                 | 3 683                   | 15,65                   |
|                            | Conservatore                           | Alex Williams              | 2 956                   | 12,56                   |
|                            | Lib Dem                                | Janet Ellard               | 702                     | 2,98                    |
|                            |                                        |                            |                         |                         |
| Iscritti                   | Iscritti                               | Iscritti                   | 54 725                  | 100,00                  |
| ↳ Votanti (% su iscritti)  | ↳ Votanti (% su iscritti)              | ↳ Votanti (% su iscritti)  | 23 532                  | 43,00                   |
| ↳ Astenuti (% su iscritti) | ↳ Astenuti (% su iscritti)             | ↳ Astenuti (% su iscritti) | 31 193                  | 57,00                   |
|                            |                                        |                            |                         |                         |
|                            | Esito: collegio confermato a Laburista |                            |                         |                         |

| Partito                    | Partito                                | Candidato                  | Risultati 7 maggio 2015 | Risultati 7 maggio 2015 |
| Partito                    | Partito                                | Candidato                  | Voti                    | %                       |
| -------------------------- | -------------------------------------- | -------------------------- | ----------------------- | ----------------------- |
|                            | Laburista                              | Huw Irranca-Davies         | 18 663                  | 52,94                   |
|                            | Conservatore                           | Jane March                 | 5 620                   | 15,94                   |
|                            | UKIP                                   | Glenda Davies              | 5 420                   | 15,38                   |
|                            | Plaid Cymru                            | Tim Thomas                 | 3 556                   | 10,09                   |
|                            | Lib Dem                                | Gerald Francis             | 1 072                   | 3,04                    |
|                            | Verdi                                  | Laurie Brophy              | 754                     | 2,14                    |
|                            | TUSC                                   | Emma Saunders              | 165                     | 0,47                    |
|                            |                                        |                            |                         |                         |
| Iscritti                   | Iscritti                               | Iscritti                   | 55 337                  | 100,00                  |
| ↳ Votanti (% su iscritti)  | ↳ Votanti (% su iscritti)              | ↳ Votanti (% su iscritti)  | 35 250                  | 63,70                   |
| ↳ Astenuti (% su iscritti) | ↳ Astenuti (% su iscritti)             | ↳ Astenuti (% su iscritti) | 20 087                  | 36,30                   |
|                            |                                        |                            |                         |                         |
|                            | Esito: collegio confermato a Laburista |                            |                         |                         |

| Partito                    | Partito                                | Candidato                  | Risultati 6 maggio 2010 | Risultati 6 maggio 2010 |
| Partito                    | Partito                                | Candidato                  | Voti                    | %                       |
| -------------------------- | -------------------------------------- | -------------------------- | ----------------------- | ----------------------- |
|                            | Laburista                              | Huw Irranca-Davies         | 18 664                  | 53,83                   |
|                            | Conservatore                           | Emma Moore                 | 5 398                   | 15,57                   |
|                            | Lib Dem                                | Jackie Radford             | 5 260                   | 15,17                   |
|                            | Plaid Cymru                            | Danny Clark                | 3 326                   | 9,59                    |
|                            | BNP                                    | Kay Thomas                 | 1 242                   | 3,58                    |
|                            | UKIP                                   | Carolyn Passey             | 780                     | 2,25                    |
|                            |                                        |                            |                         |                         |
| Iscritti                   | Iscritti                               | Iscritti                   | 55 528                  | 100,00                  |
| ↳ Votanti (% su iscritti)  | ↳ Votanti (% su iscritti)              | ↳ Votanti (% su iscritti)  | 34 670                  | 62,44                   |
| ↳ Astenuti (% su iscritti) | ↳ Astenuti (% su iscritti)             | ↳ Astenuti (% su iscritti) | 20 858                  | 37,56                   |
|                            |                                        |                            |                         |                         |
|                            | Esito: collegio confermato a Laburista |                            |                         |                         |

### Elezioni negli anni 2000
| Partito                    | Partito                                | Candidato                  | Risultati 5 maggio 2005 | Risultati 5 maggio 2005 |
| Partito                    | Partito                                | Candidato                  | Voti                    | %                       |
| -------------------------- | -------------------------------------- | -------------------------- | ----------------------- | ----------------------- |
|                            | Laburista                              | Huw Irranca-Davies         | 18 295                  | 60,42                   |
|                            | Lib Dem                                | Jackie Radford             | 4 592                   | 15,17                   |
|                            | Conservatore                           | Norma Lloyd-Nesling        | 4 243                   | 14,01                   |
|                            | Plaid Cymru                            | John Williams              | 3 148                   | 10,40                   |
|                            |                                        |                            |                         |                         |
| Iscritti                   | Iscritti                               | Iscritti                   | 52 384                  | 100,00                  |
| ↳ Votanti (% su iscritti)  | ↳ Votanti (% su iscritti)              | ↳ Votanti (% su iscritti)  | 30 278                  | 57,80                   |
| ↳ Astenuti (% su iscritti) | ↳ Astenuti (% su iscritti)             | ↳ Astenuti (% su iscritti) | 22 106                  | 42,20                   |
|                            |                                        |                            |                         |                         |
|                            | Esito: collegio confermato a Laburista |                            |                         |                         |

| Partito                    | Partito                                | Candidato                  | Risultati 14 febbraio 2002 | Risultati 14 febbraio 2002 |
| Partito                    | Partito                                | Candidato                  | Voti                       | %                          |
| -------------------------- | -------------------------------------- | -------------------------- | -------------------------- | -------------------------- |
|                            | Laburista                              | Huw Irranca-Davies         | 9 548                      | 51,96                      |
|                            | Plaid Cymru                            | Bleddyn Hancock            | 3 827                      | 20,83                      |
|                            | Lib Dem                                | Veronica Watkins           | 1 608                      | 8,75                       |
|                            | Conservatore                           | Guto Bebb                  | 1 377                      | 7,49                       |
|                            | Laburista Socialista                   | Christopher Herriot        | 1 152                      | 6,27                       |
|                            | Verdi                                  | Jonathan Spink             | 250                        | 1,36                       |
|                            | Alleanza Socialista                    | Jeffrey Hurford            | 205                        | 1,12                       |
|                            | Monster Raving Loony                   | Leslie Edwards             | 187                        | 1,02                       |
|                            | New Millennium Bean Party              | Captain Beany              | 122                        | 0,66                       |
|                            | Indipendente                           | David Braid                | 100                        | 0,54                       |
|                            |                                        |                            |                            |                            |
| Iscritti                   | Iscritti                               | Iscritti                   | 52 204                     | 100,00                     |
| ↳ Votanti (% su iscritti)  | ↳ Votanti (% su iscritti)              | ↳ Votanti (% su iscritti)  | 18 376                     | 35,20                      |
| ↳ Astenuti (% su iscritti) | ↳ Astenuti (% su iscritti)             | ↳ Astenuti (% su iscritti) | 33 828                     | 64,80                      |
|                            |                                        |                            |                            |                            |
|                            | Esito: collegio confermato a Laburista |                            |                            |                            |

| Partito                    | Partito                                | Candidato                  | Risultati 7 giugno 2001 | Risultati 7 giugno 2001 |
| Partito                    | Partito                                | Candidato                  | Voti                    | %                       |
| -------------------------- | -------------------------------------- | -------------------------- | ----------------------- | ----------------------- |
|                            | Laburista                              | Ray Powell                 | 18 833                  | 62,05                   |
|                            | Plaid Cymru                            | Angela Pulman              | 4 259                   | 14,03                   |
|                            | Lib Dem                                | Ian Lewis                  | 3 878                   | 12,78                   |
|                            | Conservatore                           | Richard Hill               | 3 383                   | 11,15                   |
|                            |                                        |                            |                         |                         |
| Iscritti                   | Iscritti                               | Iscritti                   | 52 152                  | 100,00                  |
| ↳ Votanti (% su iscritti)  | ↳ Votanti (% su iscritti)              | ↳ Votanti (% su iscritti)  | 30 353                  | 58,20                   |
| ↳ Astenuti (% su iscritti) | ↳ Astenuti (% su iscritti)             | ↳ Astenuti (% su iscritti) | 21 799                  | 41,80                   |
|                            |                                        |                            |                         |                         |
|                            | Esito: collegio confermato a Laburista |                            |                         |                         |

## Risultati dei referendum

### Referendum sulla permanenza del Regno Unito nell'Unione europea del 2016
|             | Collegio | Lasciare UE % | Rimanere in UE % |
| ----------- | -------- | ------------- | ---------------- |
|             | Ogmore   | 59,7%         | 40,3%            |
| Galles      | 52,5%    | 47,5%         |                  |
| Regno Unito | 51,9%    | 48,1%         |                  |